# Hasdai Crescas
Hasdai ben Judah Crescas (in ebraico חסדאי קרשקש‎?) (Barcellona, 1340 – Saragozza, 1411) fu un rinomato halakhista (insegnante di legge ebraica).
Importante razionalista nell'ambito della filosofia ebraica, le sue teorie sui problemi di legge naturale e libero arbitrio nella sua opera Or Adonai, possono essere considerate anticipatrici di quelle di Spinoza.

## Opere

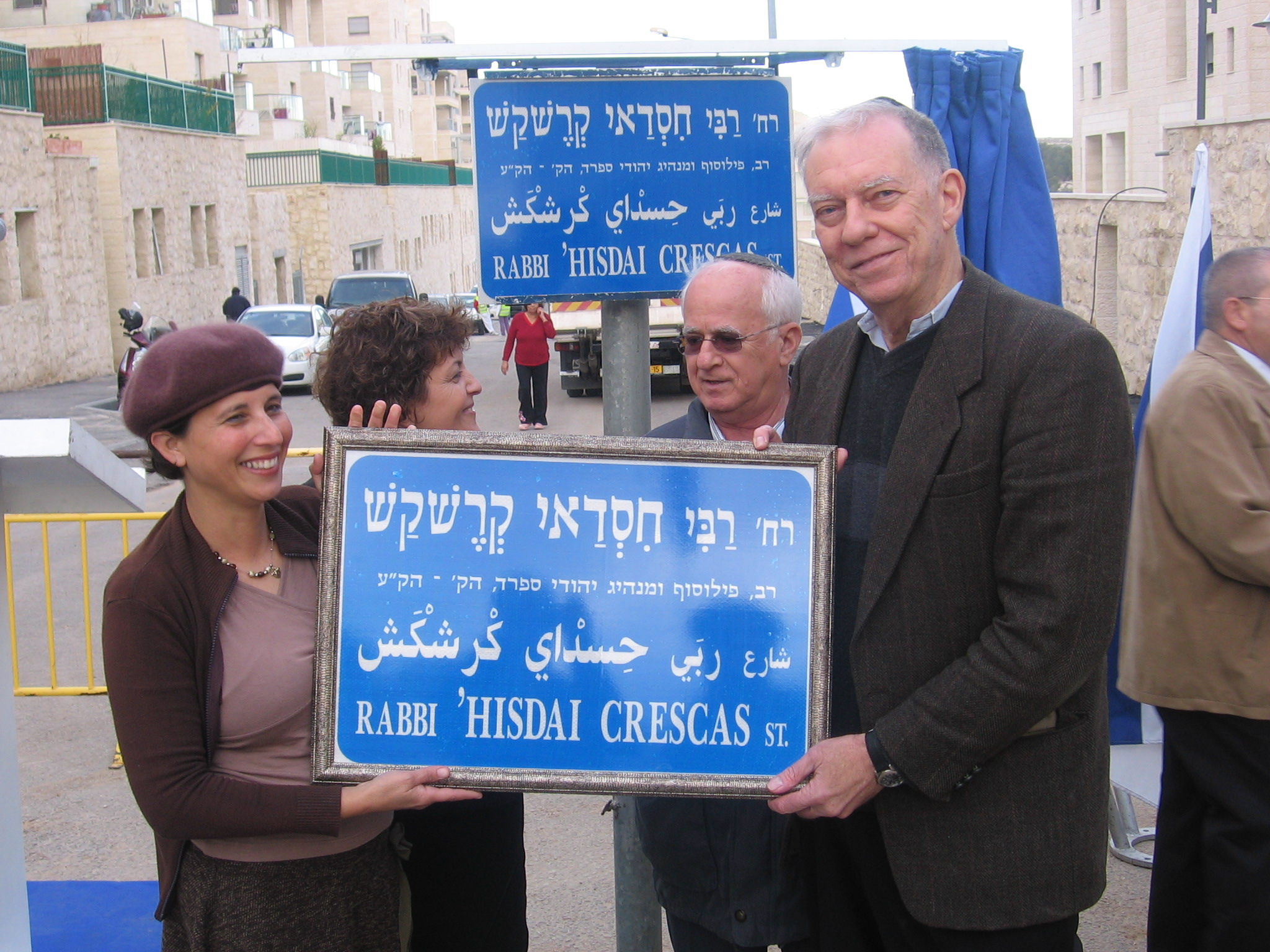
Inaugurazione e apertura di Crescas Street a Gerusalemme, gennaio 2011. Di fronte a destra: prof. Warren Zeev Harvey

- La Luce del Signore (ebraico: Or Adonai o Or Hashem)
- Confutazione dei Principi cristiani (polemiche e filosofia)
- Sermone di Pesach (filosofia religiosa e Halakhah)